# Kuchl
Kuchl är en ort och kommun i Österrike. Den ligger i distriktet Hallein i förbundslandet Salzburg, 250 kilometer väster om huvudstaden Wien. Kommunen gränsar i väster mot Bayern i Tyskland.
Kommunen består av nio orter (Ortschaften) (inom parentes invånarantal 1 januari 2024):

- Garnei (950)
- Gasteig (129)
- Georgenberg (1 792)
- Jadorf (626)
- Kellau (720)
- Kuchl (1 980)
- Moos (451)
- Unterlangenberg (381)
- Weißenbach (438)